# Scotopteryx acutangulata
Scotopteryx acutangulata är en fjärilsart som beskrevs av Inoue 1941. Scotopteryx acutangulata ingår i släktet backmätare, och familjen mätare. Inga underarter finns listade.